# Катышев, Алексей Юрьевич
Алексе́й Ю́рьевич Ка́тышев (17 марта 1949, Сталинская область, УССР — 30 ноября 2006, Ялта, Украина) — советский актёр, сыгравший «доброго молодца» в двух фильмах-сказках Александра Роу.

## Биография
Родился Алексей Катышев 17 марта 1949 года в Сталинской области. В 1964 году окончил курсы звукорежиссёров при Ялтинской киностудии и работал здесь по специальности. С 1968 года исполнил главные роли в двух лентах Александра Роу. Практически сразу по окончании съёмок Алексея призвали в армию. После смерти режиссёра в 1973 году оказался невостребованным, снимался в эпизодах. До начала 1990-х работал водителем молоковоза на 62-й ялтинской автобазе. Жена отказалась прописывать Алексея, и последние годы жизни он проживал у своей знакомой работницы киностудии.

## Личная жизнь
В 19 лет женился на девушке по имени Ирина. Их первая дочь умерла сразу же после рождения; позже жена родила вторую дочку, которую назвали Оксаной, потом одну за другой она родила ещё двух дочерей.
Семейная жизнь актёра разладилась из-за пристрастия к алкоголю, он остался без работы и дома. Позже сожительствовал с давней знакомой Мариной — работницей Ялтинской киностудии.

## Смерть
28 ноября 2006 года Катышева доставили в ялтинскую больницу сильно избитого. За две недели до этого Алексея побила пьяная молодёжная компания. Врачи обнаружили у него лёгочную и сердечную патологии, приведшие к развитию сепсиса. Алексей Катышев умер 30 ноября 2006 года. Похоронен в Ялте.
Весной 2025 года корреспондентам телепередачи "Малахов" удалось отыскать на ялтинском кладбище захоронение актера, считавшееся утерянным и инициировать его реставрацию.

## Фильмография
| Год  |   | Название                            | Роль                 |
| ---- | - | ----------------------------------- | -------------------- |
| 1965 | ф | От семи до двенадцати               | эпизод               |
| 1968 | ф | Огонь, вода и… медные трубы         | Вася                 |
| 1969 | ф | Варвара-краса, длинная коса         | Андрей, рыбацкий сын |
| 1971 | ф | Весенняя сказка                     | Лель                 |
| 1973 | ф | Про Витю, про Машу и морскую пехоту | морской пехотинец    |

Документалистика — «Актёры одной роли» 2008 г. Режиссёр — Георгий Ананов. Производство — «Профи ТВ».